# Antonio María Valencia
Antonio María Valencia (ur. 10 listopada 1902 w Cali, zm. 22 lipca 1952 tamże) – kolumbijski kompozytor, pianista i pedagog muzyczny, jeden z najważniejszych przedstawicieli kolumbijskiej muzyki poważnej pierwszej połowy XX w.

## Życiorys
Antonio Maria Valencia był synem Julio Valencia Belmonte, wiolonczelisty i pedagoga muzycznego, od którego otrzymał podstawy muzycznej edukacji. W wieku 10 lat dał swój pierwszy recital fortepianowy w Teatro Borrero de Cali. W 1914 skomponował pierwszy utwór – hymn patriotyczny dla Regimiento Ricaurte de Bogotá. W latach 1914–1918 był z koncertowym tournée w Panamie i południowych stanach USA.
Formalne studia pianistyczne podjął w 1918 u Honoria Alarcóna w Conservatorio Nacional w Bogocie. W 1923 otrzymał od rządu Kolumbii stypendium na studia zagraniczne. Wybrał paryską Schola Cantorum de Paris, która w owym czasie była uczelnią konkurencyjną dla Paryskiego Konserwatorium. Podjął tam studia kompozycji u Vincenta d’Indy, jednego z założycieli Schola Cantorum, fortepianu (Paul Braud), kontrapunktu (Paul Le Flem), harmonii, zespołów wokalnych i instrumentalnych (Léon de Saint-Réquier), kameralistyki (Gabriel Pierné) oraz orkiestracji u słynnego Manuela de Falli. Po ukończeniu Schola Cantorum otrzymał propozycję zostania wykładowcą tej uczelni, nie przyjął jej jednak, twierdząc że chce wracać do kraju. Przed powrotem zorganizowano mu serię koncertów we Francji i Hiszpanii, które ugruntowały jego pozycję jednego z wielkich interpretatorów tamtych czasów.
W 1929, po powrocie do Kolumbii został wykładowcą w Conservatorio Nacional, będącym częścią uniwersytetu kolumbijskiego w Bogocie. Po kilku latach zrezygnował jednak z tego stanowiska i powrócił do rodzinnego Cali, gdzie w 1933 został dyrektorem ufundowanego przez siebie Conservatorio de Cali. W 1936 otrzymał krzyż oficerski Orderu Boyacá. W tym samym roku, wciąż utrzymując stanowisko dyrektora Konserwatorium w Cali, powrócił do Bogoty by na krótko objąć dyrekcję nad Conservatorio Nacional.
Pomimo szacunku, jakim go darzono w całym kraju za jego osiągnięcia artystyczne i wkład w rozwój narodowej kultury, doświadczył też surowej krytyki i ostracyzmu za swój ukrywany homoseksualizm i uzależnienie od morfiny.
Zmarł 22 lipca 1952 w swoim domu w Cali, przyczyną śmierci był tężec.

## Twórczość
W bogatej i zróżnicowanej twórczości Valencii dominuje synergia dwóch tendencji typowych dla kultury kolumbijskiej: uniwersalizmu i nacjonalizmu. Do najbardziej reprezentatywnych jego kompozycji należy trio fortepianowe Emociones caucana (1938) oraz słynna Misa de Réquiem (msza żałobna) na chór mieszany a cappella (1943), której prawykonanie miało miejsce w lipcu 1943, podczas pogrzebu kolumbijskiego poety Guillermo Valencii Castillo w Popayán, z udziałem chóru Coral Palestrina, pod dyrekcją kompozytora.

### Utwory wokalne
- 12 pieśni chóralnych o tematyce religijnej
- 10 pieśni chóralnych o tematyce świeckiej

### Utwory instrumentalne
- 4 symfonie
- 5 utworów na głos i orkiestrę
- 9 utworów kameralnych
- 23 utwory na instrumenty solowe